# راله تاکر

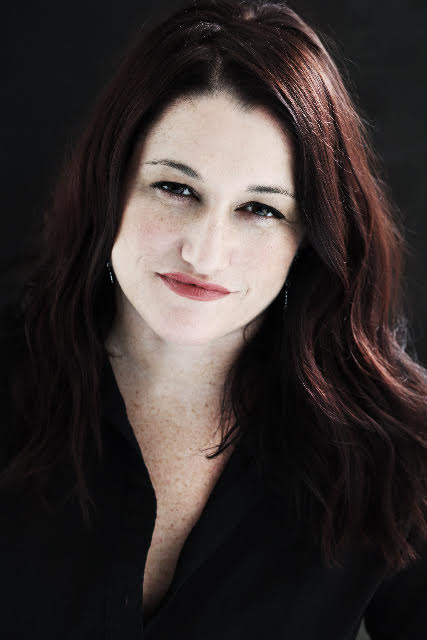
راله تاکر

راله تاکر یک نویسنده تلویزیونی امریکایی است که تهیه‌کننده سریال خون‌آشامی خون حقیقی است و با نانسی اولیور در حال توسعه بازتولید سریال بریتانیایی دختران بد است.

## مسیر شغلی

### سوپرنچرال
| - ۱٫۳ مرده در آب - ۱٫۱۲ ایمان - ۱٫۱۴ کابوس - ۱٫۲۱ رهایی - ۲٫۴ بچه‌ها نباید با چیزهای مرده بازی کنند - ۲٫۱۰ شکار شده - ۲٫۱۶ کشته شده در جاده - ۲٫۲۰ آنچه هست و آنچه هرگز نباید اتفاق افتد - ۱٫۶ زمین سرد - ۱٫۱۲ تو مرگ من خواهی بود - ۲٫۳ خراش ها - ۲٫۷ مرا رها کن - ۳٫۲ شکسته زیبا - ۳٫۸ شب در خورشید - ۴٫۶ کاش ماه بودم - ۴٫۱۲ و وقتی می‌میرم - ۵٫۳ هرچه هستم، تو مرا ساختی - ۵٫۹ همه می‌خواهند به جهان حکومت کنند - ۶٫۱ تو واقعاً که هستی؟ - مشارکت‌کنندگان ویکی‌پدیا. «Raelle Tucker». در دانشنامهٔ ویکی‌پدیای انگلیسی، بازبینی‌شده در ۱ مرداد ۱۳۹۳. |